# Allvarlig psykisk störning
Allvarlig psykisk störning är en svensk juridisk term och utgör i Sverige ett nödvändigt kriterium för tvångsvård enligt lagen om psykiatrisk tvångsvård (LPT) eller lagen om rättspsykiatrisk vård (LRV). Det är alltså inte primärt en medicinsk term och flera olika psykiatriska diagnoser kan utvecklas till eller utgöra en allvarlig psykisk störning.
För att ett psykiatriskt tillstånd ska nå graden allvarlig psykisk störning krävs att åtminstone tillståndets art eller grad är allvarlig. Bedömningen ska också ta hänsyn till om patientens tillstånd svänger mycket, riskerar att förvärras eller riskerar att utsätta patienten eller andra för fara. De flesta psykiska sjukdomstillstånd och patienter i befolkningen med psykiatriska tillstånd uppfyller inte kriterier för allvarlig psykisk störning.

## Förutsättningar enligt SOSFS 2008:18
Allvarlig psykisk störning föreligger generellt vid:
- psykotiska tillstånd i princip oavsett orsak med uttalade symptom på förvirring, tankestörning, hallucinationer eller vanföreställningar.
- svåra depressiva episoder utan psykotiska symptom, men med självmordstankar och förhöjd självmordsrisk.
- svåra personlighetsstörningar med genombrott av psykotisk karaktär, eller starkt tvångsmässigt beteende.
- Alkoholinducerade tillstånd med akut konfusion inklusive delirium tremens.
- Svåra maniska tillstånd med eller utan psykos.

Allvarlig psykisk störning kan föreligga vid:
- Allvarliga abstinenstillstånd med svåra symtom och behov av avgiftning.
- Vissa svåra fall av kleptomani, pyromani och sexuella perversioner, exempelvis pedofili och sexuell sadism.

Allvarlig psykisk störning föreligger inte vid:
- Allvarligt missbruk med enbart kroppsliga komplikationer (kan dock under vissa förutsättningar utgöra grund för vård enligt LVM).
- Personlighetsstörningar utan allvarliga symtom eller störningar beskrivna ovan.
- Lindriga till måttliga depressiva eller neurotiska tillstånd utan förhöjd självmordsrisk.

## Tillämpning
Trots att uttrycket i sig är en juridisk term sker värderingen genom en medicinsk bedömning utförd av en legitimerad läkare (vid utfärdande av vårdintyg) eller specialistkompetent psykiater (vid intagningsbeslut och beslut angående fortsatt sluten eller öppen tvångsvård). Beslutet kan dock överklagas av patienten till förvaltningsrätten och blir oavsett föremål för rättslig prövning om tvångsvården är på väg att överskrida någon av de tidsgränser som lagen specificerar.
Om en person som funnits skyldig till ett brott, begick detta under inflytande av en allvarlig psykisk störning, bör inte fängelse utdömas som påföljd. Den skyldige kan istället dömas till rättspsykiatrisk vård. Beslutet fattas av domstol baserat på underlag från en rättspsykiatrisk undersökning. Rättspsykiater, psykolog, forensisk socialutredare/socionom och annan sjukvårdspersonal utreder allvarlig psykisk störning i brottmål.
Begreppet "allvarlig psykisk störning" infördes år 1991 i brottsbalken med avsikten att begreppet skulle ha samma innebörd som i LPT och LRV. Sammanhangen är emellertid ytterst olika. I brottsbalken handlar det om påföljd för brott medan det vid tvångsvård handlar om att med blicken mot framtiden skydda allmänheten eller den sjuke oavsett om brott har begåtts. Detta har närmare utvecklats av justitierådet Torgny Håstad i hans skiljaktiga mening beträffande motiveringen i NJA 2007 s. 180.